# Palazzo ex Ristorante Ufficiale dell'Ente EUR
Il palazzo ex Ristorante Ufficiale dell'Ente EUR o, più brevemente, Ristorante ufficiale, è un edificio che si trova a Roma nel quartiere dell'EUR.

## Storia
Fu progettato nel 1939 insieme al Palazzo degli uffici. Il progetto fu realizzato dall'architetto Ettore Rossi.
Originariamente il palazzo era destinato ad accogliere i membri dell'azienda EUR e le rappresentanze estere per l'esposizione universale del 1942.
Il piano terra, secondo i primi progetti, avrebbe dovuto ospitare un bar e un ristorante, di cui il primo era caratterizzato da un monumentale salone per i funzionari dell'azienda, mentre il secondo era destinato agli amministratori della medesima azienda.
Nel 1952 venne riaperto, dopo la pausa del dopoguerra e dei relativi restauri, in occasione della Esposizione Internazionale dell'Agricoltura EA 53.
Negli anni sessanta fu interessato da lavori di ampliamento che ne stravolsero gran parte dell'impianto originario, furono impiantati nuovi solai e immessa una parte aggettante nella facciata, mentre la vasca del patio venne eliminata.
L'edificio dal 1953 ospita un bar, che presenta le decorazioni originarie, e uffici di Roma Capitale.

## Descrizione

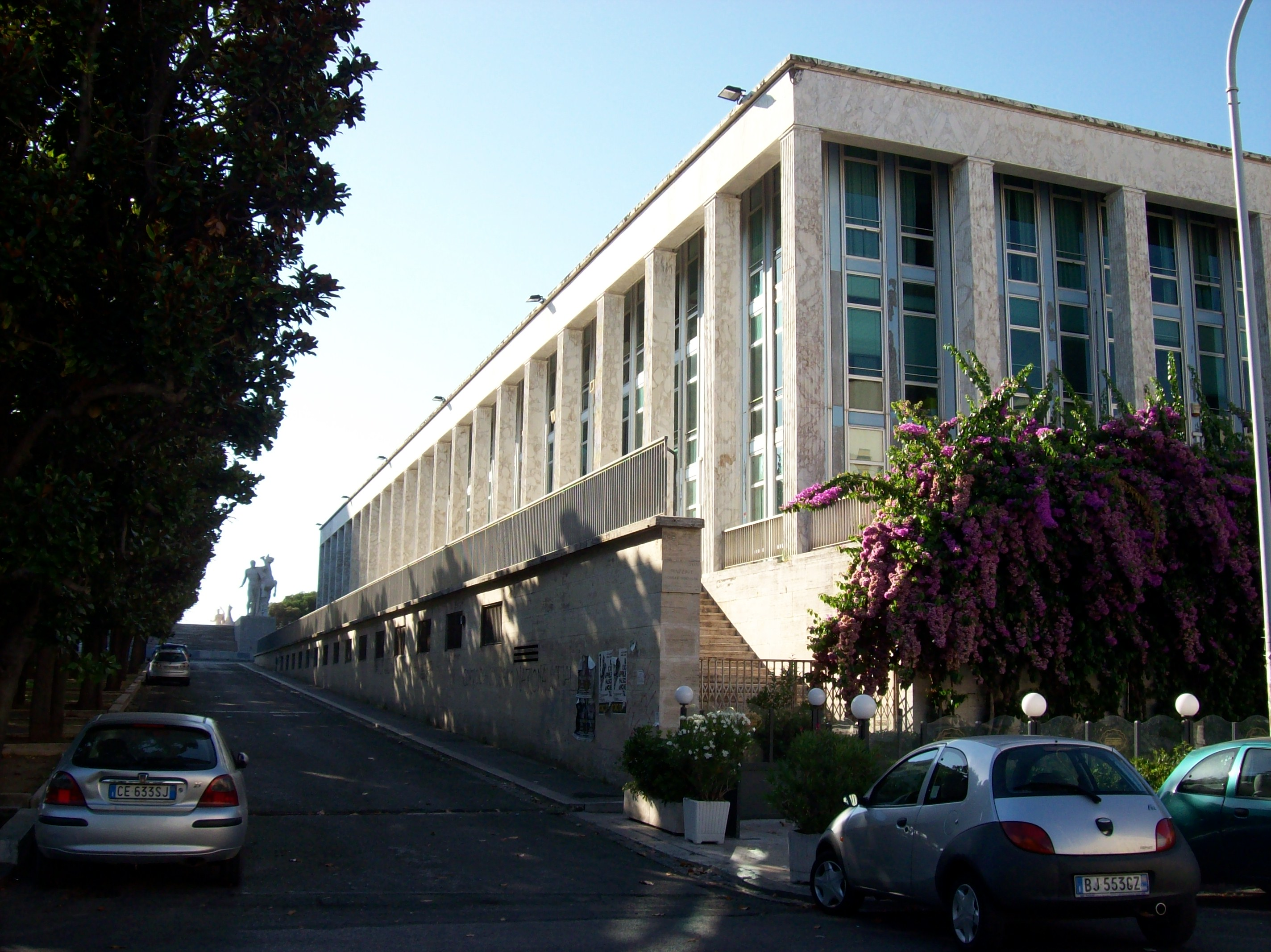
Il palazzo visto dal lato opposto al Palazzo della Civiltà italiana

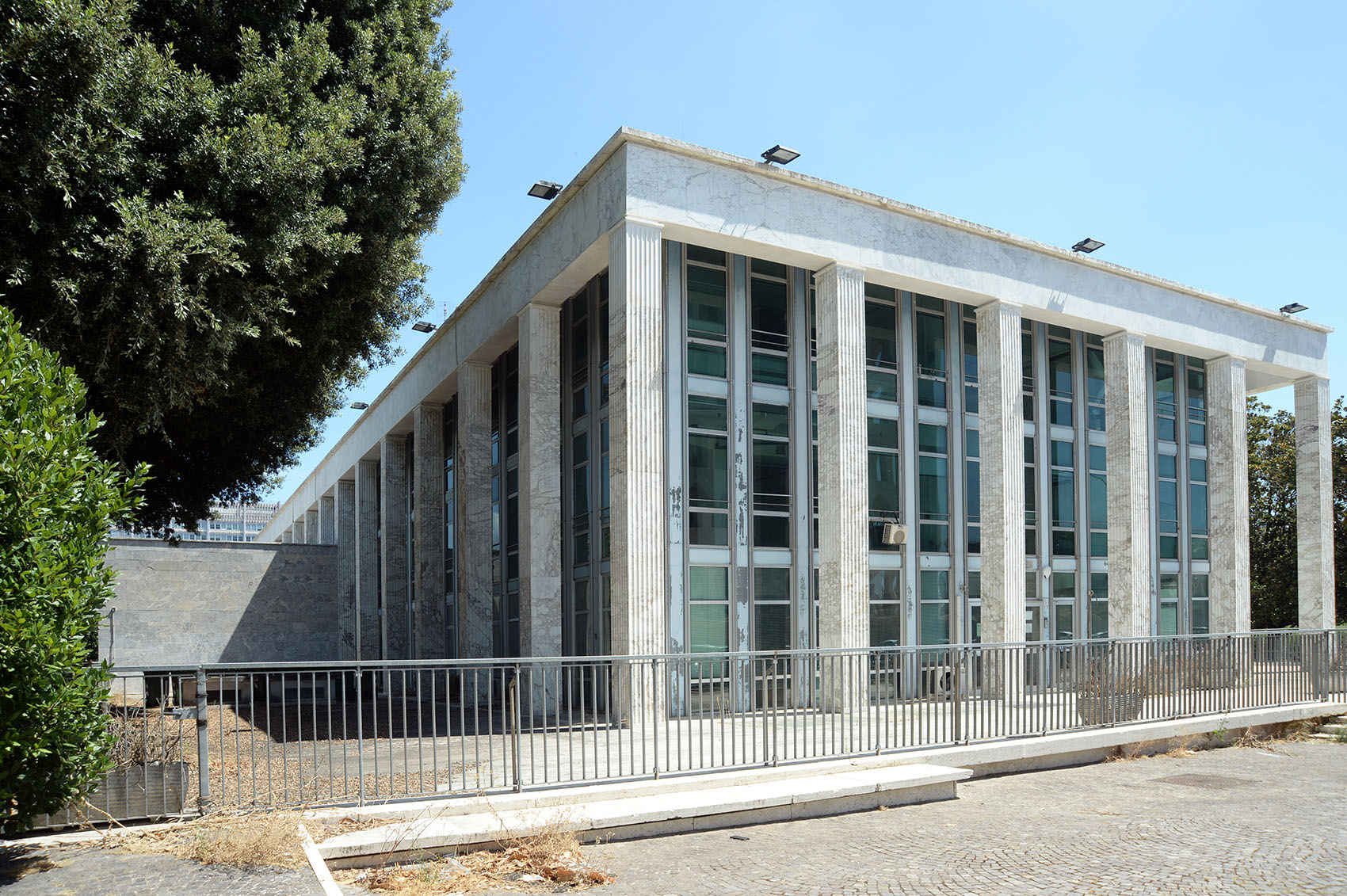
Il Ristorante lato frontale

Il palazzo occupa una superficie di 3 000 m² ed un volume di 26 000 m³.
Il corpo di fabbrica era rettangolare, originariamente a tre piani e con, su ogni lato. Un porticato occupante tutta l'altezza con dei pilastri rivestiti da lastre scanalate, in marmo calacatta dorato.
Degli elementi decorativi originari rimangono un affresco allegorico di Franco Gentilini e una tarsia in marmo di Giuseppe Eugenio Fegarotti raffigurante una natura morta, nonché alcuni paesaggi di architetture romane richiamanti le architetture dell'EUR site al pianterreno.
Un marmo policromo di Angelo Canevari nella parete esterna del patio è stato spostato nella sala mensa del Palazzo dei Congressi.